# قناة السعودية
قناة السعودية وتعرف سابقًا باسم القناة السعودية الأولى، هي قناة سعودية حكومية ينطلق بثها من الرياض ومقرها الرئيسي هناك، بدأت البث في 9 ربيع الأول 1385 هـ الموافق 7 يوليو 1965.

## تاريخ القناة
- في عام 1962 صدر أمر من الأمير فيصل بن عبد العزيز آل سعود ولي العهد نائب رئيس مجلس الوزراء آنذاك بإنشاء وبدء بث التلفزيون، وبعد ثلاث سنوات بدأ بث القناة الأولى في الرياض وجدة وكانت تفتح في الساعة العاشرة صباحًا يوميًا وتغلق الساعة الثامنة مساءً، وكانت القناة في الستينات تبث الأخبار والمبارايات والصلاة في مكة المكرمة والبرامج الدينية، وبدأ أيضًا بث الرسوم متحركة لأول مرة عام 1968، والآن تبث القناة على مدار 24 ساعة.[2]
- وفي عام 2014 دشنت هوية جديدة للقنوات السعودية، وتم تغيير اسم القناة الأولى إلى قناة السعودية.[3]
- وفي يناير 2021 أعلنت هيئة الإذاعة والتلفزيون عن إطلاق الهوية الجديدة لقنواتها تحت شعار: «تستاهل الحب.. السعودية»، وعن إطلاق دورة برامجية هي الأضخم في تاريخ الهيئة على قناة السعودية.[4]

## من أبرز برامج ومسلسلات القناة
هناك العديد من البرامج والمسلسلات التي تميزت بها قناة السعودية قديمًا وحديثًا، منذ انطلاقتها ومنها:

### البرامج
- برنامج سباق المشاهدين (10 أجزاء).
- برنامج حروف.
- برنامج على مائدة الإفطار.
- برنامج دين ودنيا.
- برنامج باقة ورد.
- برنامج وجهاً لوجه.
- برنامج مع القرآن (4 أجزاء).
- برنامج مسابقة القرآن الكريم والسنة.
- برنامج مسابقة الديرة.
- برنامج مسابقة رمضان للكبار.
- برنامج مسابقة رمضان للصغار.
- برنامج حياتنا.[5]

### المسلسلات
- مسلسل طاش ما طاش (13 جزء)، ثم انتقل للعرض على قناة إم بي سي 1.
- مسلسل خلك معي.
- مسلسل عودة عصويد.
- مسلسل أصابع الزمن.
- مسلسل بابا فرحان.
- مسلسل العولمة.
- مسلسل عائلة أبو رويشد.
- مسلسل إخواني أخواتي.
- مسلسل سكتم بكتم (الجزء 1 - الجزء 2 - الجزء 3).
- مسلسل كلام الناس.
- أوراق ملونة.

## من أبرز مقدمي البرامج
- ماجد الشبل
- غالب كامل
- حامد الغامدي
- سبأ باهبري
- وفاء بكر يونس
- سليمان العيسى
- سليمان العيدي
- عبد الرحمن الشبيلي
- جاسم العثمان
- زهير الأيوبي
- خالد اليوسف
- محمد كامل خطاب
- جبريل أبو دية
- فهد الحمود
- إبراهيم الذهبي
- محمد كامل خطاب
- محمد الشعلان
- خالد التويجري
- محمد الرشيد
- منصور الخضيري
- علي العلي
- عبد الله حمزة
- طلعت أبو الجبال
- عبد الله الزيد
- خالد بوتاري
- سعود الجهني
- جميل سمان
- عبّاس فائق غزّاوي
- مطلق بن مخلد الذيابي
- محمد أحمد صبيحي
- يحيى كتوعة
- حسين نجار
- أمين قطّان
- محمد حيدر مشيّخ
- سامي عودة
- منير شمّا
- محمد أمين
- فؤاد سندي
- عبد الله رواس
- عمر الخطيب
- علي داوود
- علي الخضيري
- إبراهيم دمياطي
- عبد الله الشايع
- فهمي بصراوي
- رشاد المحتسب
- أحمد فرّاج
- ناصر الدعجاني
- شريف العلمي
- عبدالله قاضي
- خالد البيتي
- محمد حسن
- غالب الحديدي
- أحمد الغامدي
- عبدالله الفريهيدي
- سعيد الغامدي
- شعاع الراشد
- نجوى مؤمنة
- ليلى شيخ
- عائشة حمّاد
- قمر زيني
- ناريمان حمزة
- سلوى شاكر
- حنان بسيسو
- دنيا بكر يونس
- أسامة العشماوي
- يوسف العوفي
- احمد ال زاهر
- عبدالله ال يحيى
- عبدالرحمن البقيلي
- ياسين العثمان
- عبدالله التمياط
- سلمان المالكي
- محمد المحيا
- محمد الذيابي
- سعد القحطاني
- هلال الرحيمي
- لافي الرشيدي
- زياد الغانم
- محمد الوهيبي
- عبدالله العيدي
- ظافر القرني
- ندى الدهام

## ترددات القناة
| القمر    | التردد    | معامل الترميز |
| -------- | --------- | ------------- |
| نايل سات | 12149 (H) | 27500 – 3/4   |
| عرب سات  | 12149 (H) | 27500 – 5/6   |
| ياه سات  | 11747 (H) | 27500 – 5/6   |

## شعارات القناة

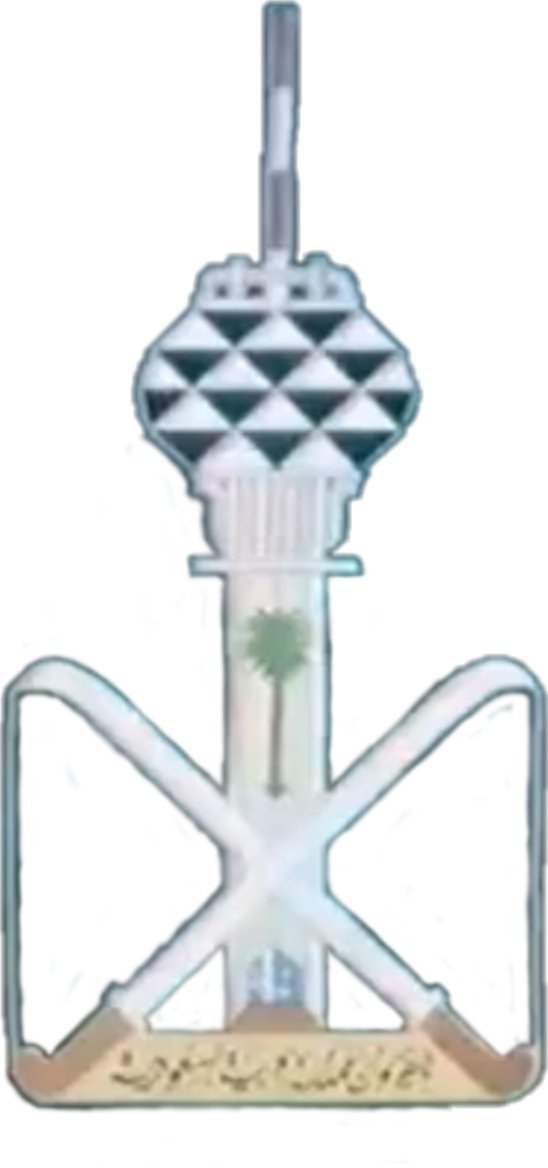
شعار القناة من عام 1965 إلى عام 1992
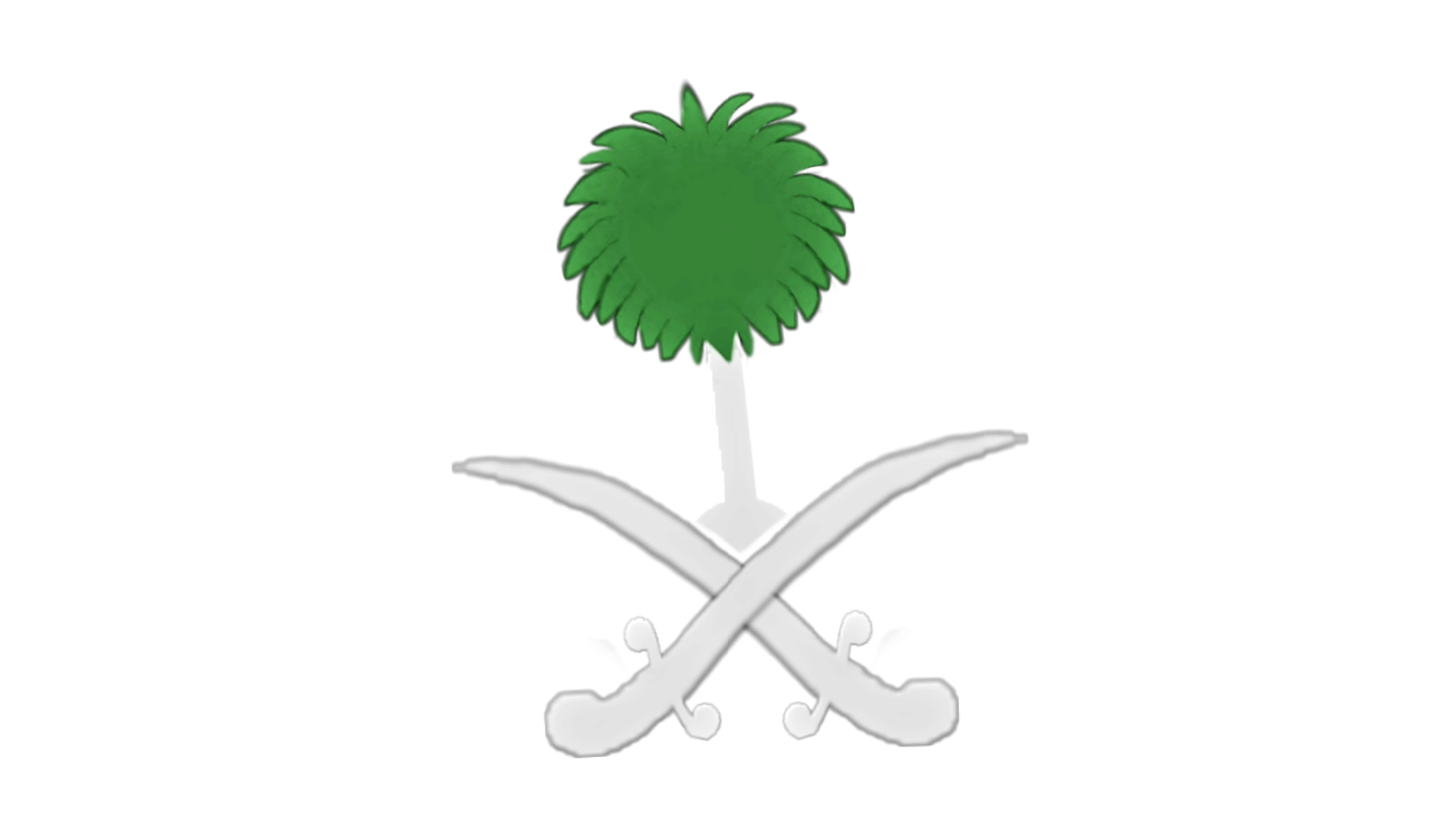
شعار القناة من عام 1992 إلى عام 1998
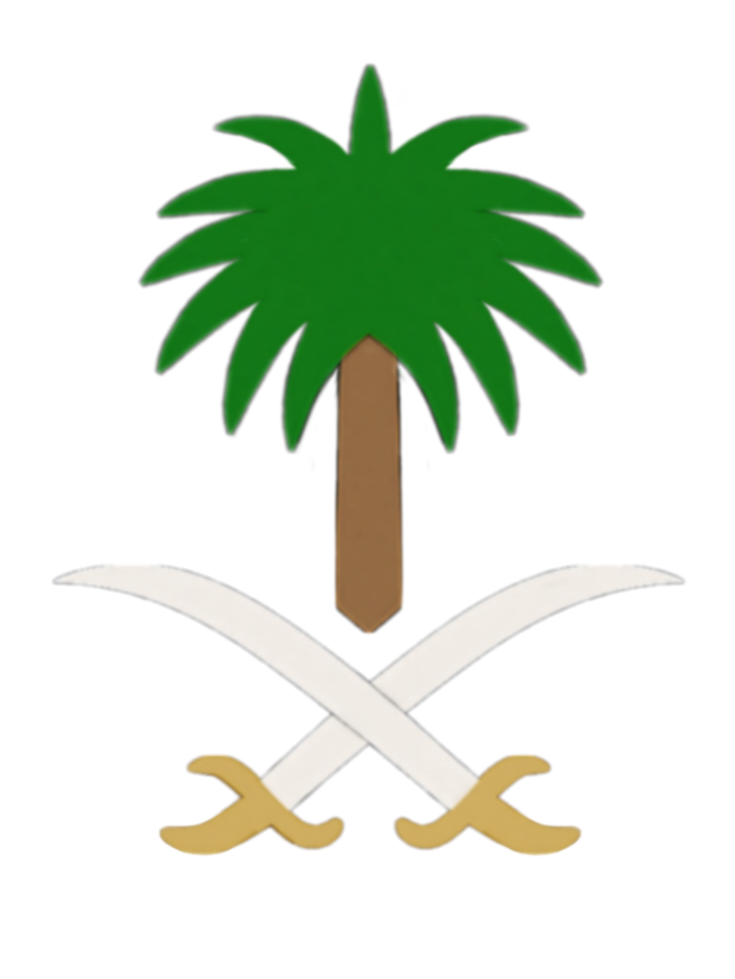
شعار القناة من عام 1998 إلى عام 2007
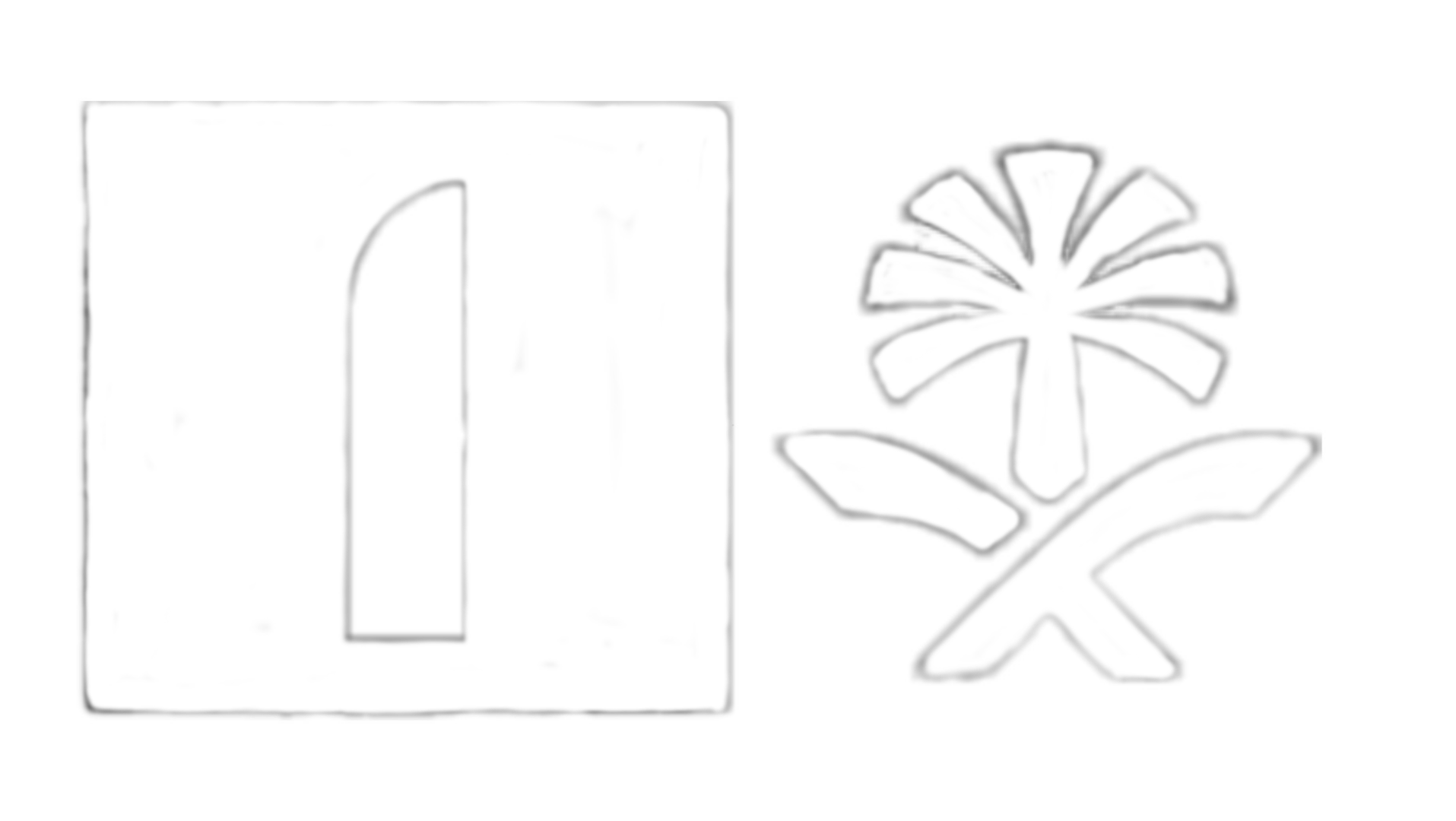
شعار القناة من عام 2007 إلى عام 2008
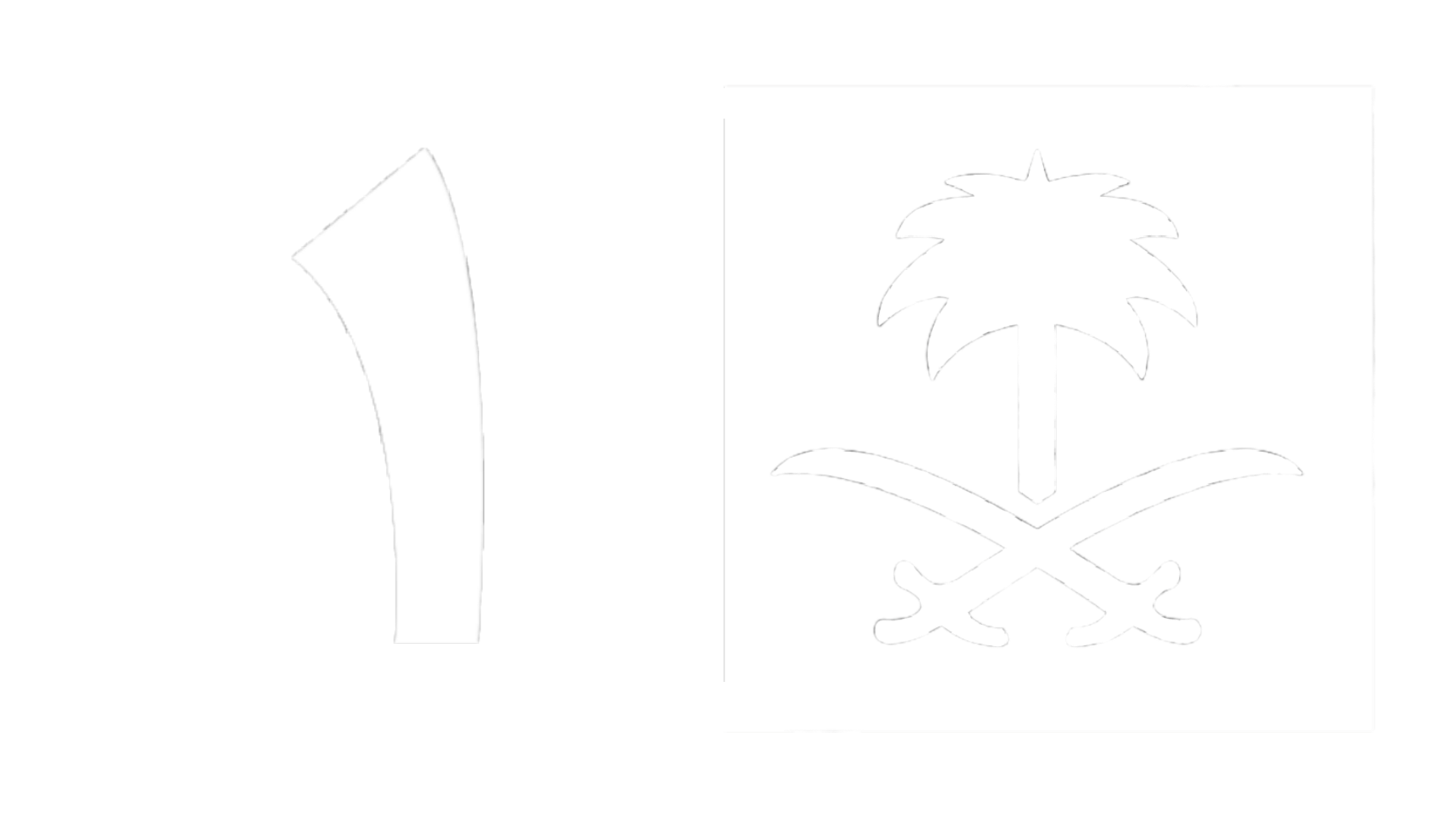
شعار القناة (بعد تطويره) من عام 2008 إلى عام 2014
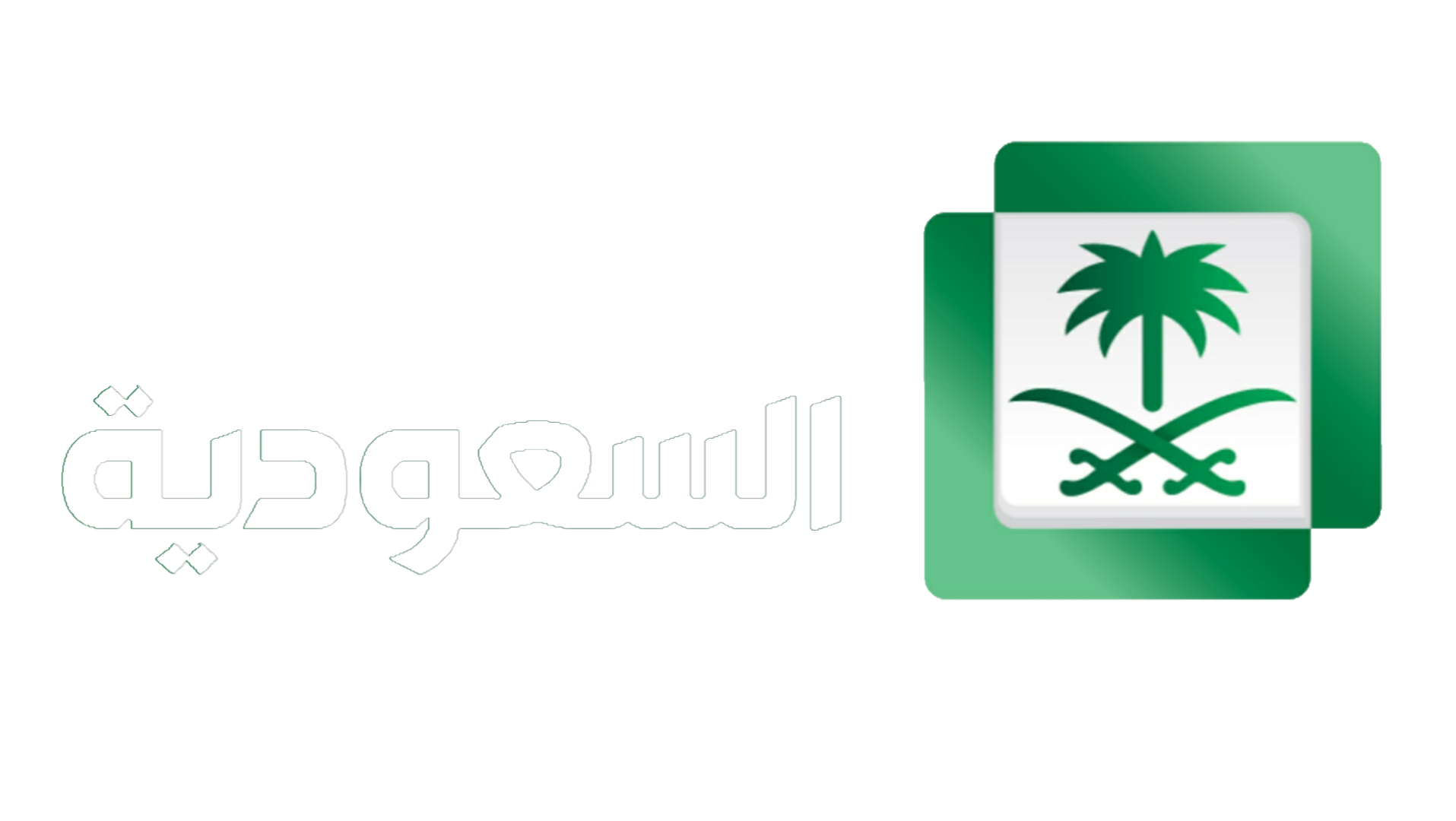
شعار القناة من عام 2014 إلى عام 2017، وقد تم إرجاع الشعار مؤقتاً في عام 2018
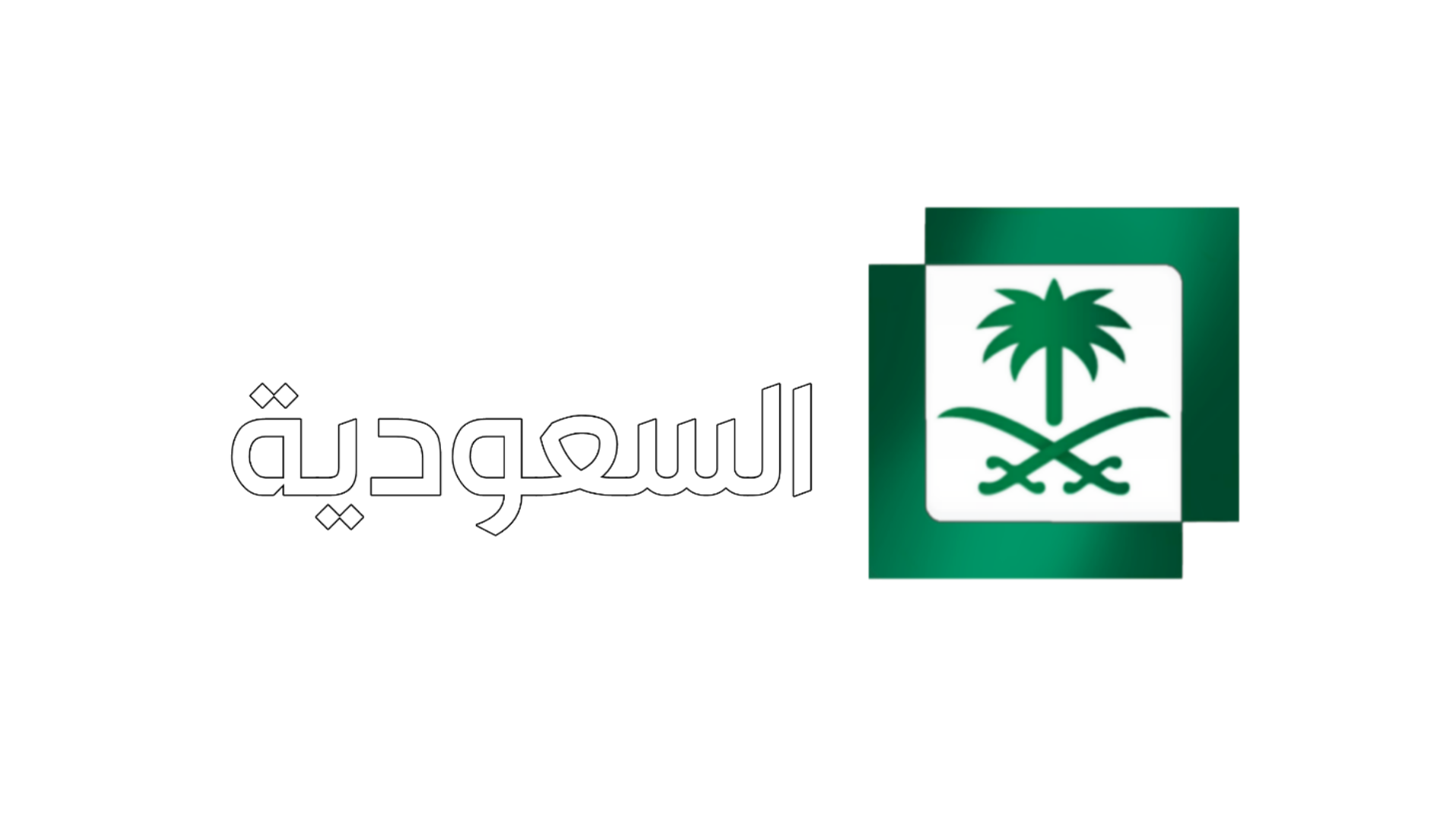
شعار القناة (بعد تطويره) في عام 2017. كان من المفترض أن يبقى هذا الشعار المطور حتى إطلاق الهوية الجديدة للقناة في سبتمبر من سنة 2018 ولكن تم إرجاع الشعار السابق مؤقتاً لحين إطلاق الهوية الجديدة
شعار القناة من عام 2018